# Abdelkader Alloula
Abdelkader Alloula (en Arabe : عبد القادر علولة), né le 8 juillet 1939 à Ghazaouet en Algérie et mort le 14 mars 1994 à l'hôpital du Val-de-Grâce de Paris en France des suites des blessures reçues au cours d'un attentat terroriste à Oran, le 10 mars 1994, alors qu'il se rendait au Palais de la Culture pour une conférence-débat. Il est acteur, auteur dramatique et metteur en scène algérien. Il a vécu et grandi à Oran.
Considéré en Algérie comme l'un des plus populaires dramaturges algériens, ses pièces sont écrites en arabe populaire, langue et culture qu'il défendait. Il a écrit entre 1969 et 1993 dix pièces théâtrales, a joué dans plusieurs films et spectacles, a mis en scène des pièces de Rouiched, Tawfiq El Hakim et Maxime Gorki. A également adapté des pièces de Nikolas Gogol, Aziz Nesin et Carlo Goldoni.

## Biographie
En 1956, il commence à faire du théâtre en amateur au sein de la troupe "Echabab" d'Oran après des études secondaires à Sidi Bel Abbès et à Oran. Dans ce cadre et jusqu’en 1960, il participe à plusieurs stages de formation et joue successivement dans « Maghramin bil mel » de Mohamed Touati, « Roujouê es saâda », « Khedma chrifa » et « Khadr el yadine » de Mohamed Krachaï. Il participe à des stages et des cours d’étude et de formation théâtrales notamment au centre universitaire d’études théâtrales de Nancy ainsi qu’à l’Université de la Sorbonne.
En 1962, il réalise dans le cadre de la troupe de "l’Ensemble Théâtral Oranais" « El Asra » (Les Captifs) de Plaute.
En 1963, il est recruté au Théâtre National Algérien (TNA) en tant que comédien et participe à de nombreux spectacles. Il prend aussi des rôles de cinéma dans plusieurs films.
Entre 1964 et 1968, il met en scène plusieurs textes d'auteurs contemporains dont Rouiched, Tawfiq El Hakim et Maxime Gorki. Il écrit et met en scène pour le théâtre plusieurs œuvres et devient un des auteurs majeurs de sa génération en Algérie. En 1965, il participe à la création de l'Institut National d'Art dramatique et chorégraphique (INADC) de Bordj El Kiffan. En 1967, il interprète et réalise pour la radio chaîne III trois pièces théâtrales du répertoire universel (Sophocle – Aristophane – Shakespeare).
Entre 1972 et 1975, il dirige le Théâtre Régional d'Oran (TRO) où il défend un théâtre amateur et des créations collectives. Il dirige également le Théâtre National Algérien (T.N.A) en 1976.
En 1990, il adapte pour la télévision algérienne cinq nouvelles de l'auteur turc Aziz Nesin : « LILA MAA MAJNOUN », « ES SOLTANE OUAL GUERBANE », « EL WISSAM », « ECHAAB FAK » et « EL WAJEB EL WATANI » réalisées pour la télévision par Bachir Bérichi. Il est également l’auteur de deux scénarios : « GORINNE » (1972) et « JALTI » (1980), réalisés pour la télévision par Mohamed Ifticène.
En 1983, il participe au commentaire du film « Bouziane el Qual'i » de Belkacem El Hadjadj et en 1985 au commentaire du film « Combien je vous aime » de Azzedine Meddour.
Le 10 mars 1994, Abdelkader Alloula est assassiné par balles à la sortie de son domicile, Rue de Mostaganem à Oran. Un mois après son assassinat, le Théâtre Régional d’Oran est baptisé en son nom ainsi que la Maison de la Culture de Tlemcen. En mars 1999, la Fondation Abdelkader Alloula est née pour préserver sa mémoire et œuvrer contre l’oubli. Elle sera dirigée par son épouse Raja Alloula pendant près de 20 ans.
Aujourd'hui, ses pièces théâtrales sont traduites dans plusieurs langues : français, anglais, tamazight, espagnol, italien et portugais. Il est considéré comme l’auteur dramatique le plus traduit de l’arabe algérien vers les langues étrangères.

## Spectacles
Au théâtre, Abdelkader Alloula a joué dans plusieurs spectacles :
- 1963 : Les enfants de la Casbah (Abdelhalim Raïs – Mustapha Kateb)

- 1963 : Hassan Terro (Rouiched – Mustapha kateb)
- 1963 : La vie est un songe' de Calderon (Mustapha Kateb)
- 1963 : Le serment (Abdelhalim Raïs – Taha El Amiri)
- 1963 : Don Juan' de Molière (Mustapha Kateb)
- 1964 : Roses Rouges pour moi de Sean O’Casey (Allel El Mouhib)
- 1964 : La megere apprivoisée de Shakespeare (Allel El Mouhib)
- 1965 : Les chiens (Hadj Omar) de Tom Brulin en 1965

## Mises en scène
- 1964 : El Ghoula de Rouiched
- 1965 : Le sultan embrasse de Tewfik El Hakim
- 1967 : Monnaie d’or (adaptée du répertoire ancien chinois)
- 1968 : Nuance (adaptée par Himoud Brahimi et Mahboub Stambouli)
- 1982 : Les bas fonds de Maxime Gorki (traduite par Mohamed Bougaci)

## Pièces théâtrales
Il a écrit et mis en scène :
- 1969 : Laalegue (Les Sangsues)
- 1970 : El Khobza (Le Pain)
- 1972 : Hokm Salim (adaptée du Journal d’un fou de Gogol)
- 1975 : Hammam Rabi
- 1975 : Hout yakoul hout (écriture collective avec Ben Mohamed)
- 1980 : Lagoual (Les Dires)
- 1984 : El Ajouad (Les Généreux)
- 1989 : El lithem (Le Voile)
- 1992 : Ettefah (Les pommes)
- 1993 : Arlequin valet de deux maitres' » de Carlo Goldoni

## Filmographie
- 1969 : Les chiens réalisé par Chérif El Hachemi
- 1971 : Ettarfa réalisé par Chérif El Hachemi
- 1989 : Tlemcen réalisé par Mohamed Bouamari
- 1990 : Djan bou resk (Sous la cendre) réalisé par Abdelkrim Baba-Aissa
- 1990 : Hassan niya réalisé par Ghaouti Bendeddouche

## Sur Abdelkader Alloula
Dans son ouvrage Le blanc de l'Algérie, Assia Djebar revient longuement sur son amitié avec Abdelkader Alloula et sur les circonstances de sa mort.

## Décorations
- Djadir de l'ordre du Mérite national d'Algérie.